# زيجمونت فوغل
زيجمونت فوغل (بالروسية: Фогель, Зигмунт)‏ (و. 1764 – 1826 م) هو رسام من الإمبراطورية الروسية، والكومنولث البولندي الليتواني، توفي في وارسو، عن عمر يناهز 62 عاماً.